# (38691) 2000 QY29
2000 QY29 (asteroide 38691) é um asteroide da cintura principal. Possui uma excentricidade de 0.11559690 e uma inclinação de 7.07257º.
Este asteroide foi descoberto no dia 25 de agosto de 2000 por LINEAR em Socorro.